# Stamsund

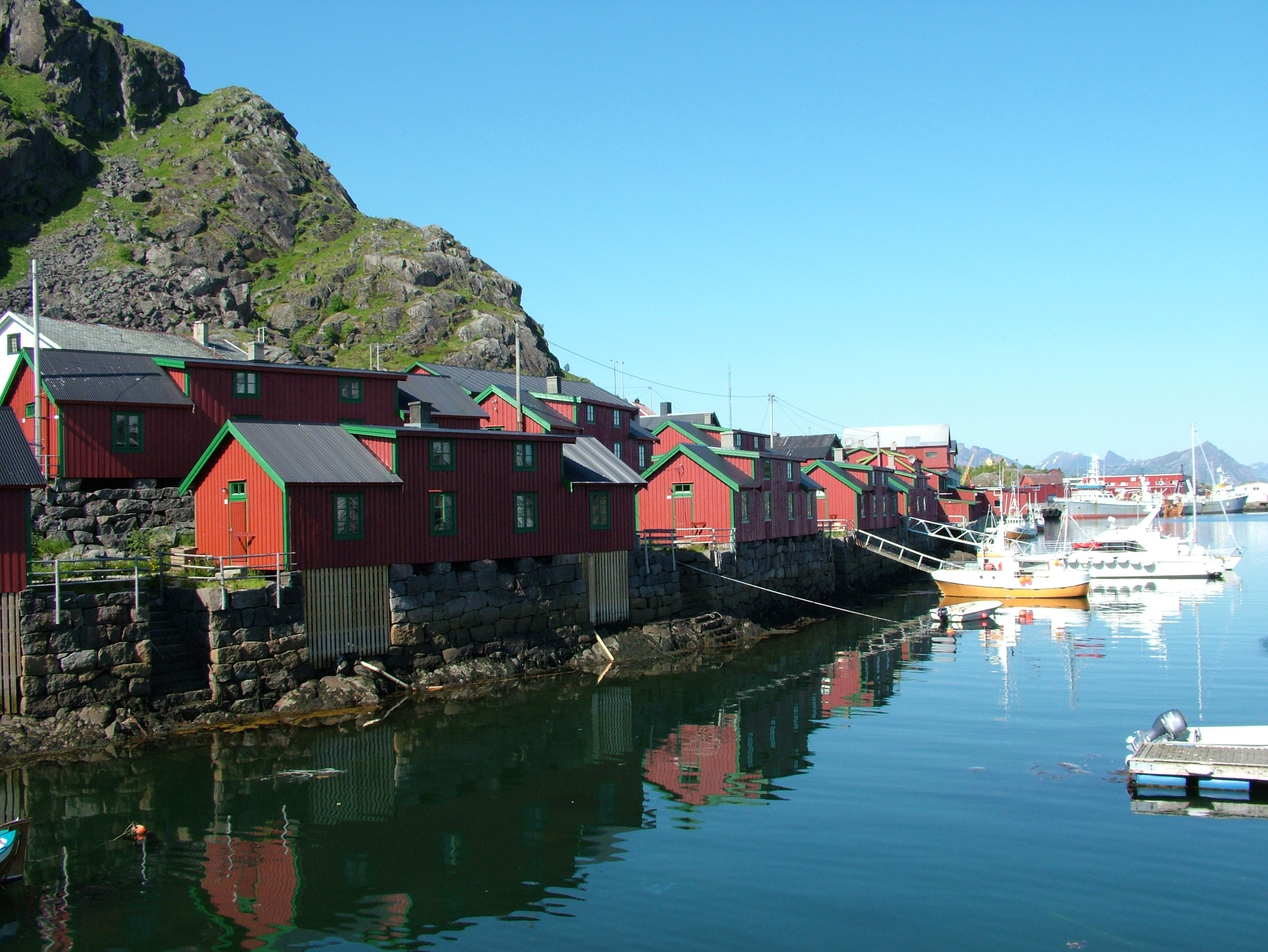
Stamsund em 2005

Stamsund é uma vila pesqueira da comuna de Vestvågøy, na Ilha Lofoten, Noruega. Em 2022, possuía 1.103 habitantes distribuídos em uma área de 1,03 km².